# Hisajoši Harasawa
Hisajoši Harasawa (* 3. července 1992 Šimonoseki, Japonsko) je japonský zápasník–judista, stříbrný olympijský medailista z roku 2016.

## Sportovní kariéra
S judem začal v 6 letech v rodném Šimonoseki. Od roku 2011 studuje na Nihon University na předměstí Tokia. Světové poháry objíždí od sezóny 2014. V roce 2015 vyhrál univerziádu v Kwangdžu. V témže roce získal unikátní sbírku tří grand slamů, z toho dvě vítězství na nejprestižnějších turnajích v Paříži a Tokiu (Kano Cup). V roce 2016 si vybojoval nominaci na olympijské hry v Riu na úkor zkušenějšího Rjú Šičinoheho. Na olympijském turnaji potvrdil výbornou přípravu. V prvním kole si pohlídal silové judo Gruzínce Adama Okruašviliho a zvítězil na šido. Ve druhém kole nádherným výpadem o-uči-gari poslal na ippon Gruzínce Ušangi Kokauriho reprezentujícího Ázerbájdžán. Ve čtvrtfinále si vychutnal v boji o úchop překvapení turnaje Kubánce Alexe Garcíu a v semifinále podobným způsobem Uzbeka Abdullu Tangrieva. Ve finále se utkal se suverénem těžké váhy Teddy Rinerem a v takticky vedeném zápase bez náznaku bodované techniky prohrál na šido. Získal stříbrnou olympijskou medaili.
Harasawa je pravoruký judista, jeho osobní technika je uči-mata.

### Vítězství
- 2014 – 1x světový pohár (Čching-tao)
- 2015 – 4x světový pohár (Řím, Ťumeň, Paříž, Kano Cup)
- 2016 – 1x světový pohár (Paříž)

## Výsledky
| Turnaj            | 2016  | 2017  |
| Turnaj            | 24    | 25    |
| Turnaj            | těžká | těžká |
| ----------------- | ----- | ----- |
| Olympijské hry    | 2.    |       |
| Mistrovství světa |       | úč.   |
| Asijské hry       |       |       |
| Mistrovství Asie  | —     | —     |